# 贺兰山岩鹨
贺兰山岩鹨（学名：Prunella koslowi）为岩鹨科岩鹨属的鸟类。分布于蒙古中西部與中国大陆的内蒙古、宁夏、甘肃等地，一般生活于荒漠、半荒漠地区的沙枣、小叶杨林缘或红柳灌丛间以及常在沙米、沙蒿、籽蒿和油蒿丛中觅食。该物种的模式产地在賀蘭山。